# Ангел Кънчев
Вижте пояснителната страница за други личности с името Ангел Кънчев.
Ангел Кънчев Ангелов е български революционер.

## Биография
Ангел Кънчев е роден на 11 ноември 1850 г. в град Трявна. Учи в родния си град, а след това в Русе. Продължава образованието си като стипендиант в Болградската гимназия , а след това се прехвърля във Военното училище в Белград .
Установява непосредствен контакт с българската революционна емиграция и се включва във Втората българска легия (1868 г.). След нейното разпускане се прехвърля в Румъния и публикува във в. „Дунавска зора“ Възвание до българския народ, с което го призовава на борба против османските нашественици.
Учи в Земеделско-индустриалното училище в град Табор (Чехия) (1870 – 1871). След завръщането си в България започва работа в Образцов чифлик край Русе.
Включва се дейно в националнореволюционното движение и през същата година е определен от Българския революционен централен комитет в Букурещ за помощник на Васил Левски във ВРО. В края на август същата година се среща с Апостола в Ловеч и получава от него задачата да се заеме с организационна и агитационна дейност в Северна България. За кратко време успява да разгърне широка дейност.
На 5 март 1872 г. прави опит да се прехвърли тайно в Румъния, но на русенското пристанище е издаден и е обграден от османската полиция. За да не бъде заловен жив, слага сам край на живота си. Последните му думи са: „Да живее България!“.
В близост до мястото на самоубийството има изграден паметник. Днес домът на Ангел Кънчев е превърнат в музей.